# Виноминовка
Виноминовка (укр. Виноминівка) — село,
Войновский сельский совет,
Чутовский район,
Полтавская область,
Украина.
Код КОАТУУ — 5325480402. Население по переписи 2001 года составляло 13 человек.

## Географическое положение
Село Виноминовка находится на левом берегу реки Коломак,
выше по течению на расстоянии в 3 км расположено село Новофёдоровка,
ниже по течению на расстоянии в 1 км расположено село Войновка.
Река в этом месте извилистая, образует лиманы, старицы и заболоченные озёра.
Рядом проходит автомобильная дорога М-03.